# Мансуров, Александр Михайлович
Алекса́ндр Миха́йлович Мансу́ров (23 ноября 1800 — не ранее 1825) — русский поэт и переводчик.

## Биография
Представитель столбового дворянского рода Мансуровых. Сын секунд-майора Михаила Николаевича Мансурова.
В 1816—1820 гг. обучался в Московском университетском благородном пансионе, одновременно с В. Ф. Одоевским. Его имя осталось на золотой доске пансиона, вместе с именами Жуковского, Дашкова, Тургенева, Одоевского, Писарева.
В 1818—1820 гг. — сотрудник литературно-научного Общества любителей российской словесности.
Умер в молодом возрасте от неизлечимой болезни.

## Творчество
Первые стихи и переводы А. М. Мансурова появились в 1816 г. в пансионском альманахе «Каллиопа». В 1818—1825 гг. печатался в трудах Общества любителей российской словесности, журналах «Вестник Европы», «Сын отечества», «Московский телеграф», столичных альманахах.

## Избранная поэзия
- Умирающий бард (1823)
- Стихотворения (1820)
- Старец
- Минутное счастье
- Старость
- Разлука
- Младенчество